# Daughter (banda)
Daughter es una banda británica de música Dream Pop e Indie Rock formada en 2010 en Londres, Inglaterra. La banda está conformada por la vocalista Elena Tonra, el guitarrista Igor Haefeli y el baterista Remi Aguilella. Daughter ha publicado cuatro álbumes de estudio: If You Leave, Not to Dissapear, Music From Before the Storm y Stereo Mind Game. Y cuatro EP: Demos EP, His Young Heart EP, The Wild Youth EP y 4AD Sessions EP.

## Biografía
Con ascendencia irlandesa e italiana, Elena Tonra (n. 1990) fue criada en Northwood, Londres, con su hermano mayor Kieran. Durante su infancia, tuvo influencia de la música tradicional irlandesa por parte de su abuelo. Su interés por la música empezó después de recibir una copia del álbum Grace de Jeff Buckley. Luego de ser víctima de bullying en la escuela, empezó a escribir sobre «lidiar emocionalmente con la vida». El haberse cambiado de escuela a los 12 años representó un gran cambio y desde entonces Tonra empezó a escribir «cosas difíciles de hablar con adultos».
Tonra empezó su carrera musical realizando presentaciones acústicas alrededor de Londres bajo su propio nombre, no obstante, se sentía restringida por sus habilidades. Igor Haefeli asistió a uno de los shows que Tonra presentaba y descubrió que «ella tenía ese poder de atraerlos a todos».
Oriundo de Neuchâtel, Igor Haefeli asistía al Instituto de Interpretación Musical Contemporánea, donde conoció a Tonra durante un curso de composición musical y Remi Aguilella, quien aprendía a tocar la batería. Sin embargo, Daughter al principio estuvo integrada por sus dos primeros miembros. Después de la primera maqueta de la banda, comenzó el «boca a boca» del grupo alrededor del mundo, y lanzaron su EP His Young Heart, el 20 de abril de 2011, grabado en el estudio de Haefeli. Más tarde ese mismo año, con la integración de Remi Aguilella a la banda, el 2 de octubre, lanzaron el EP The Wild Youth, bajo el sello Communion Records. Este último valió los elogios de la página web británica For Folk's Sake, quien describió a la banda como «uno de los sonidos únicos en el panorama pop hoy en día».
Tonra y Haefeli se involucraron románticamente y el guitarrista insistió: «Mantendremos nuestra vida como pareja separada de la banda, (porque) no quiero que Elena deje de decir cosas en sus canciones que son personales, como escritores necesitamos explayarnos sin miedo». Mientras Tonra coincidió: «Igor no cuestiona mis letras. Considera lo que hacemos como una forma de arte. Desde luego, no intenta reescribir mis palabras. Yo nunca le dije a nadie lo que mis canciones hablan, ni siquiera a él. Siento que son lo suficientemente directas, de cualquier manera no son oscuras».
En 2012, poco después de encabezar un espectáculo en Londres con capacidad de 700 personas, Daughter anunció que iban a firmar con el sello 4AD. Hablando de esto, Elena comentó: «Nosotros no podríamos estar más contentos de estar trabajando con 4AD, una firma que ha lanzado tantos álbumes de inspiración y cuyo ethos tenemos en muy alta estima. Es realmente un privilegio». Su primer sencillo «Smother» fue lanzado en octubre de ese año, el cual fue reproducido tanto por la BBC Radio como por 6Music. En diciembre del 2012, la banda apareció en el show de David Letterman antes de lanzar su primer álbum.

### If You Leave
La banda lanzó su álbum debut, If You Leave, en marzo del 2013. El disco ingresó en el puesto número 16 en el Reino Unido, y también fue recibido favorablemente por la prensa; el sitio web Drowned in Sound le otorgó un nueve sobre diez, y comentaron que «un disco tan bellamente concebido como If You Leave es uno que debes seguir de principio a fin, remachado por la historia que teje y la emoción que sangra. Y en estos días digitales que se siente como un logro notable», mientras que The Fly, que le dio un cuatro sobre cinco, dijo que es «íntimo como un susurro al oído y masivo como una cordillera». Daughter también ganó el «Álbum Independiente del Año» por If You Leave en los premios AIM Independent Music Awards del 2013. La banda comenzó una larga gira en apoyo del álbum y reclutó a Luke Saunders como un miembro en vivo adicional para asegurar que el material pudiera ser reproducido de manera adecuada. De acuerdo con Haefeli: «Él toca todo lo que no podemos tocar, teclados, bajo y algo guitarra. Nos quedamos muy contentos con el resultado. Le tomó bastante tiempo y una gran cantidad de ensayos, pero estamos muy contentos con la forma en que las canciones suenan en vivo». La banda también utiliza una serie de efectos vocales y guitarra para lograr este sonido en vivo.
Durante los dos primeros meses del 2014, la banda viajó al Extremo Oriente y Australasia para realizar una serie de shows como cabeza de cartel y como parte del Festival Laneway de San Jerónimo. En abril, Daughter acompañó a The National en seis fechas de sus conciertos en América del Norte, mientras que también anunció el lanzamiento del EP 4AD Sessions, una colaboración con el compositor Joe Duddell, el cual está compuesto por cinco canciones interpretadas en vivo en Portmeirion con un conjunto de ocho piezas que también fueron filmadas.

### Not to Disappear
La banda confirmó el lanzamiento de su segundo álbum, Not to Disappear, cuyo lanzamiento fue previsto para el 15 de enero de 2016.

## En la cultura popular
La canción de la banda de "Youth" ("Juventud" en español) se usó en un anuncio del Tour de Francia en ITV4. La canción también apareció en las series de televisión de los Estados Unidos Mistresses y Grey's Anatomy, así como en un comercial por la compañía noruega aerolínea Widerøe;  "Youth" también fue utilizada en Skins, series 6 episodio 8. La canción "Touch" se utilizó para la Teen Wolf episodio "Motel California" en la tercera temporada. La canción "Youth" fue utilizada para un episodio de Arrow; "Crucible" en la segunda temporada. "Youth" recientemente se ha utilizado en el drama de la BBC In The Club y en un anuncio de la próxima BBC1 serie dramática 'Our Girl'. La canción "Still" se utilizó para un anuncio de Hollyoaks durante el año 2013. 
Además, se utilizó su canción "Smother" en un corto de la BBC TV para la miniserie de tres partes Death Comes To Pemberley, que se estrenó en diciembre de 2013.
Un remix de "Home" de Jon Hopkins apareció en la banda sonora de la película británica How I Live Now, que fue lanzado en CD en octubre de 2013.
Shallows se utilizó en el final de la temporada 1 de The Originals.
La canción "Numbers" del disco "Not To Disappear" fue usada en el tráiler del videojuego Life Is Strange: Before The Storm.
También la canción "Youth" se usó para el episodio 11 de la primera temporada "3X1" de la serie de televisión The Gifted.
La canción "Medicine" del disco "The Wild Youth" aparece en la serie Person of Interest temporada 3 capítulo 20 "Death Benefit"

## Integrantes
- Elena Tonra: voz, guitarra y bajo (2010-presente)
- Igor Haefeli: guitarra (2010-presente)
- Remi Aguilella: batería y percusión (2010-presente)

## Discografía
Álbumes de estudio
- 2013: If You Leave
- 2016: Not to Disappear
- 2017: ¨Music From Before the Storm
- 2023: ¨Stereo Mind Game

EP
- 2010: Demos EP
- 2011: His Young Heart EP
- 2011: The Wild Youth EP
- 2014: 4AD Sessions EP

Sencillos
- 2012: «Smother»
- 2013: «Human»
- 2013: «Youth»
- 2015: «Doing the Right Thing»
- 2015: «Numbers»